# フレオマイシン

Phleomycin D1 の構造式

フレオマイシン（Phleomycin）は、Streptomyces 属が産生するグリコペプチド系抗生物質であり、ブレオマイシンと近縁の物質である。

## フレオマイシン類の例
- Phleomycin C
- Phleomycin D1 (zeocin)
- Phleomycin D2
- Phleomycin E